# Hampshire (Isla del Príncipe Eduardo)
Hampshire es un municipio rural canadiense situado en la provincia de Isla del Príncipe Eduardo.

## Superficie
Hampshire tiene una superficie de 13,52 km².

## Demografía
En 2021, tenía 339 habitantes, una densidad poblacional de 25,1 hab./km², y 136 viviendas.